# 小朗海姆
小朗海姆是德国巴伐利亚州的一个市镇。总面积19.09平方公里，总人口1674人，其中男性886人，女性788人（2011年12月31日），人口密度88人/平方公里。